# Human Cell Atlas
O Human Cell Atlas (Atlas de Células Humanas em português) é um projeto para descrever todos os tipos de células do corpo humano. A iniciativa foi anunciada por um consórcio após sua reunião inaugural em Londres em outubro de 2016.   Aviv Regev e Sarah Teichmann definiram os objetivos do projeto naquela reunião,  que foi convocada pelo Broad Institute, Wellcome Trust Sanger Institute e Wellcome Trust.  Regev e Teichmann lideram o projeto. 

## Descrição
O Atlas catalogará uma célula com base em vários critérios, especificamente o tipo de célula, seu estado, sua localização no corpo, as transições pelas quais passa e sua linhagem.  Ele reunirá dados de pesquisas existentes e os integrará com dados coletados em projetos futuros.  Entre os dados que serão coletados estão o fluxoma, genoma, metaboloma, proteoma e transcriptoma. 

## Financiamento
Em outubro de 2017, a Iniciativa Chan Zuckerberg anunciou o financiamento de 38 projetos relacionados ao Human Cell Atlas.

## Dados
Em abril de 2018, foi divulgado o primeiro conjunto de dados do projeto, representando 530.000 células do sistema imunológico coletadas da medula óssea e do sangue do cordão umbilical. 